# Roy Harris (compositeur)
Pour les articles homonymes, voir Harris.
Roy Harris (12 février 1898 à Chandler - 1er octobre 1979 à Santa Monica) est un compositeur américain de musique classique. Il est un des représentants du courant musical américaniste, principalement connu pour sa Symphonie no 3.

## Biographie
D'origine irlando-écossaise avec des ancêtres gallois, né Roy Ellsworth Harris, de parents pauvres dans une cabane de rondins en Oklahoma le jour anniversaire de la naissance d'Abraham Lincoln, il fait partie d'une fratrie de cinq enfants dont trois sont morts en bas âge. Un gain au jeu permit à son père, agriculteur de son état, d'acheter une petite propriété en Californie, où le garçon grandit dans l'isolement rural de San Gabriel Valley. Il étudia le piano avec sa mère et, plus tard, la clarinette. Bien qu'ayant suivi des cours à l'université de Californie à Berkeley, il était pratiquement autodidacte quand il débuta les classes de composition. Au début des années 1920, il prit des leçons d'Arthur Bliss (alors à Santa Barbara) et du compositeur et ethno-musicologue Arthur Farwell.
Harris vendit ses terres et se mit à son compte comme camionneur-livreur pour une entreprise laitière. Peu à peu, il prit contact dans l'Est avec d'autres jeunes compositeurs et, en partie sur les recommandations  d'Aaron Copland, il eut l'opportunité de séjourner en 1926-1929 à Paris parmi les nombreux jeunes Américains recevant les leçons musicales de Nadia Boulanger. Harris ne fut pas influencé par l'esthétique stravinskienne enseignée par N. Boulanger mais, sous sa tutelle, il étudia la musique de la Renaissance et écrivit une de ses premières œuvres importantes : le concerto pour piano, clarinette et quatuor à cordes qui attira les éloges de Frederick Delius.
Après avoir souffert d'une grave blessure du dos, il fut obligé de revenir pour un traitement aux États-Unis où il se lia avec Howard Hanson à l'Eastman School of Music de Rochester et surtout avec Serge Koussevitsky à l'Orchestre symphonique de Boston. Ces associations lui garantirent l'exécution publique de ses œuvres de grande envergure. En 1934, une semaine après sa création par Koussevitsky, sa Symphonie 1933 devient la première symphonie américaine enregistrée commercialement. Mais c'est sa symphonie no 3, créée par Koussevitsky en 1939, qui le consacra comme un compositeur important.
Au cours des années 1930, Harris enseigna au Mills College (où Darius Milhaud allait enseigner plus tard), au Westminster Choir College (1934-1938) et à la Juilliard School of Music. Il  passa la plus grande partie de sa carrière professionnelle à enseigner dans les collèges et universités de diverses régions des États-Unis, terminant par un long séjour en Californie, d'abord à UCLA et enfin à l'université d'État de Californie de Los Angeles. Parmi ses élèves figurent William Schuman, H. Owen Reed, John Donald Robb, John Verrall et Peter Schickele (mieux connu comme créateur de PDQ Bach). Il a reçu nombre de prestigieuses récompenses et, à la fin de sa vie, fut proclamé Honorary Composer Laureate of the State of California.

## Œuvre

### Symphonies
Quatre des treize symphonies de Roy Harris sont en un mouvement unique : nos 3, 7, 8 et 11.
- « Symphonie 1933 » (no 1, 1933)
- Symphonie no 2 (1934)
- Symphonie no 3 (1938)
- symphonie no 4 avec chœur « Folksong symphony »
- symphonie no 5 (1942)
- symphonie no 6 « Gettysburg » (1944)
- symphonie no 7 (1952, rév. 1955)
- symphonie no 8 « San Francisco » (1962)
- symphonie no 9 (1962)
- symphonie no 10 « Abraham Lincoln », pour narrateur, chœur SATB, cuivres, 2 pianos, percussion (1965)
- symphonie no 11 (1967)
- Symphonie « Père Marquette » no 12 pour ténor, narrateur et orchestre (1968, rév. 1969) — textes extraits de la Bible.
- Symphonie no 13 « Bicentenaire » (1976)

### Autres œuvres symphoniques
- Andante (1925, rév. 1926)
- Portrait américain (1929, rév. 1931)
- Pièce de concert (1930 ou 1932)
- Andantino (1931, rév. 1932)
- Toccata (1931)
- When Johnny Comes Marching Home, ouverture (1934)
- Farewell to Pioneers, élégie symphonique (1935)
- Prelude and Fugue (1936)
- Time Suite (1937 ; mouvements 2–4 deviennent la troisième symphonie)
- American Creed (1940)
- Acceleration (1941)
- Ode to Truth (1941)
- 3 Pieces (1941 ; les 1 et 3 incluses dans la « Folksong Symphony »)
- Fanfare for the Forces (c.1942)
- Folk Rhythms of Today (1942)
- Chorale, pour cordes (1944)
- Ode to Friendship (1944, rev. c.1945)
- Memories of a Childʼs Sunday (1945)
- Mirage (1945)
- Variation on a Theme by Goossens (1945 ; 7 variations sur 10, les autres de différents compositeurs)
- Kentucky Spring (1949)
- Symphonic Epigram (1954)
- Symphonic Fantasy (1954)
- Ode to Consonance (1956)
- Elegy and Dance (1958)
- Rhythms and Spaces (1965) — arrangement de trois variations et thème du second Quatuor à cordes.

### Concertos
- Concerto pour piano et cordes (1936) — arrangement du Quintette avec piano.
- Concerto pour violon (1938)
- Concerto pour piano et ensemble de cuivres (1942)
- Chorale pour orgue et ensemble de cuivres (1943)
- Fantasia pour cuivres et piano (1943)
- Concerto pour piano no 1 (1944)
- Toccata pour orgue et cuivres (1944)
- Concerto pour 2 pianos et orchestre (1946)
- Elegy and Paean pour alto et orchestre (1948)
- Concerto pour piano no 2 (1953)
- Fantasy pour orchestre et piano (1954)

### Piano
- Sonate (1928)
- Little Suite (1938)
- Suite en trois mouvements (1939–c.1942)
- American Ballads, 2 volumes (1942–1945)
- True Love Donʼt Weep, variations sur un thème de chanson folklorique américaine) (c.1944)
- Toccata (1949) — basé sur une toccata rejetée de 1939.

### Musique de chambre
- Impressions of a Rainy Day, pour quatuor à cordes (1925) — perdu
- Quatuor à cordes no 1 (1929)
- Three Variations sur un thème (Quatuor à cordes no 2, 1933)
- Trio avec piano, (1934)
- Quintette avec piano (1936)
- Quatuor à cordes no 3 (4 Preludes and Fugues) (1937)
- Quatuor à cordes (1940)
- Sonate pour violon et piano (1941)
- Sonate pour violon et piano (1964, rév. 1968 ; rév. sous le titre de « Duo » 1975)

### Musique vocale
- Fantasy, chœur SATB et trio à cordes (c.1925) — perdu
- Song Cycle, poèmes de Whitman, pour deux voix de femmes, 2 pianos (1927)
- Whether This Nation pour chœur et ensemble de cuivres
- Challenge 1940 pour baryton, SATB, orchestre (1940)
- Walt Whitman Suite, pour SATB, quatuor à cordes et piano (1944)
- Red Cross Hymn, pour chœur et cuivres (c.1951)
- The Brotherhood of Man, pour chœur SATB et orchestre (1966)
- Cantata to Life, texte de K. Gibran, pour soprano, vents, percussions (1973)

### Mélodies
- Evening Song, texte de Tennyson, pour voix et piano (1940)
- La Primavera, pour voix et piano (1940)
- Lamentation, pour soprano, alto et piano (1944)
- Fog, texte de Sandburg, pour voix et piano (1945)
- Wedding Song, texte de K. Gibran, pour basse, trio à cordes et orgue (1947)
- Sweet and Low, texte de Tennyson, pour voix et piano (1962)

## Source
- (en) Cet article est partiellement ou en totalité issu de l’article de Wikipédia en anglais intitulé « Roy Harris » (voir la liste des auteurs).